# Valdinéia Soriano
Valdinéia Soriano (Salvador, 03 de outubro de 1970) é uma atriz e produtora brasileira. A atriz é conhecida por seus trabalhos em Ó Paí, Ó (2007), Tim Maia (2014), No Rancho Fundo e Volta por Cima (ambas em 2024).

## Carreira
Valdinéia Soriano começou sua carreira em 1989, aos dezenove anos de idade. Atriz do Bando de Teatro Olodum desde sua formação em 1990, é também produtora do Festival Internacional de Arte Negra: A Cena Tá Preta. Valdinéia participou das primeiras montagens da companhia e acompanhou sua evolução e consolidação no cenário teatral baiano. 
No teatro, a atriz tem experiência de palco em mais de 30 montagens, dentre elas “Essa é a nossa praia”, “Medeamaterial” (de Heiner Muller), “Cabaré da RRRaça”, “Áfricas”, “Ó, Paí, Ó”, “Bença” e “Dô”. No cinema, integrou o elenco de filmes como Jenipapo (1995) e Ó, Paí, Ó (2007), ambos de Monique Gardenberg, fez parte de O Jardim das Folhas Sagradas (2011), dirigido por  Póla Ribeiro,  Tim Maia (2014) de Mauro Lima e Café com Canela (2017) de Glenda Nicácio e Ary Rosa. Foi por sua interpretação como Madalena no longa Café com Canela (2017) que Valdinéia foi eleita Melhor Atriz da 50ª edição do Festival de Brasília do Cinema Brasileiro.

## Filmografia

### Cinema
| Ano  | Filme    | Personagem |
| ---- | -------- | ---------- |
| 1995 | Jenipapo | Vitória    |
| 2007 | Ó Paí, Ó | Maria      |

### Televisão
| Ano       | Trabalho        | Personagem               | Notas                                  |
| --------- | --------------- | ------------------------ | -------------------------------------- |
| 2008–2009 | Ó, Paí Ó        | Maria                    |                                        |
| 2020      | Falas Negras    | Luiza Helena de Bairros  | Especial de fim de ano                 |
| 2024      | No Rancho Fundo | Manuela Ariosto Evaristo | Episódios: "15 de abril - 02 de julho" |
| 2024      | Volta por Cima  | Neuza Corrêa             |                                        |